# Fahad Abdulrahman
Fahad Abdulrahman Abdullah (1962. augusztus 23. – ) emirátusi válogatott labdarúgó.

## Pályafutása

### Klubcsapatban
1988 és 1991 között az Al-Wasl FC csapatában játszott, melynek színeiben egy alkalommal (1989) nyerte meg az Egyesült Arab Emírségek bajnokságát. 

### A válogatottban
1988 és 1990 között 20 mérkőzésen szerepelt az Egyesült Arab Emírségek válogatottjában és 1 gólt szerzett. Részt vett az 1990-es világbajnokságon, de egyetlen csoportmérkőzésen sem lépett pályára.

## Sikerei, díjai
Al-Wasl FC
- Egyesült arab emírségekbeli bajnok (1): 1988–89